# ファーネスアニール
ファーネスアニール（Furnace anneal）とは半導体デバイス製造で用いられるプロセスで、電気的特性に影響を与えるための多数の半導体ウェハーの加熱から成る。異なる効果のために複数の熱処理法が考案されている。ウェハーを加熱する理由として、ドーパントを活性化するため、薄膜-薄膜界面または薄膜-ウェハー基板界面を変化させるため、堆積した薄膜の密度を高めるため、成長させた薄膜の状態を変化させるため、イオン注入によるダメージを回復させるため、ドーパントをある薄膜から別の薄膜へ、またはある薄膜からシリコン基板へ移動させるため、などがある。イオン注入プロセスの間、結晶基板は高エネルギーイオンの衝突によってダメージを受ける。ダメージは、結晶を高温にすることで回復することができる。このプロセスは、アニーリングと呼ばれる。ファーネスアニールは、酸化など他のファーネスプロセスへ組み込まれたり、それ自身で１つのプロセスとなる。
ファーネスアニールは、特に半導体ウェハーを加熱するために作られた装置によって行われる。ファーネスは一度に多くのウェハーを処理することができるが、各プロセスは数時間から一日のあいだ続く。ファーネスアニールは、徐々にラピッドサーマルアニール（Rapid Thermal Anneal、RTA）またはラピッドサーマルプロセス（Rapid thermal processing、RTP）に置き換わりつつある。この理由は、ファーネスの比較的長い熱サイクルによって、活性化させるドーパント（特にホウ素）が意図よりもさらに拡散してしまうためである。RTPまたはRTAでは、各ウェハーの熱サイクルをファーネスアニールの数時間から数分にすることで、ドーパントが拡散しないようにしている。

## 装置
- Consolidated Engineering Company Annealing furnaces cover a broad range of Steel and Aluminum applications including tempering, normalizing, and aging, and similar automated loading, unloading and natural or forced cooling is possible with roller hearth, tip-up or batch arrangements.
- Koyo Thermo Systems annealing furnaces for semiconductor, solar, display and electronic applications
- Tokyo Electron Limited TELFORMULA and TELINDY PLUS
- Annealing furnaces -  for high or low carbon steel wire or strip, low carbon and alloy steel.